# Решето числового поля
У теорії чисел метод решета числового поля є найдієвішим серед алгоритмів факторизації чисел, що більші ніж 10100. Складність факторизації цілого числа n за допомогою методу решета числового поля оцінюється евристичною формулою:
{\displaystyle \exp({\sqrt[{3}]{64 \over 9}}(\ln n)^{1 \over 3}(\ln \ln n)^{2 \over 3})=L_{n}\left[{1 \over 3},{\sqrt[{3}]{64 \over 9}}\right]}
Метод є узагальненням спеціального решета числового поля. На відміну від останнього, котрий факторизує тільки числа спеціального вигляду, працює на всій множині цілих чисел, окрім степенів простих чисел.

## Історія
У 1988 році британський математик Джон Поллард описав новий метод факторизації цілих чисел вигляду {\displaystyle 2^{n}\pm c} (де c — невелике число), і продемонстрував його розкладом сьомого числа Ферма {\displaystyle F_{7}=2^{128}+1}. На відміну від методу квадратичного решета, в якому просіювання здійснюється в кільці простих натуральних чисел, він пропонував застосувати кільце простих чисел {\displaystyle Z([2^{\frac {3}{2}}])} над числовим полем {\displaystyle Q(2^{\frac {3}{2}})}. Рукопис було вкладено в листа, адресованого польському математику Андрію Одлизко. Копії цього листа отримали також Річард Брент, Дж. Бріллхарт, Хедріх Ленстра, Клаус Шорр та Х. Суяма. У тому листі Поллард припустив, що можливо цей метод можна застосувати для розкладу дев'ятого числа Ферма.
У 1990 році А. Ленстра, Х. Ленстра, Марк Манассе і Поллард описали першу реалізацію нового методу з певною оптимізацією. Вони показали, що на числах спеціального виду алгоритм працює швидше, ніж усі інші раніше відомі алгоритми факторизації.
Пізніше Леонард Макс Адлеман запропонував застосувати квадратичний характер для пошуку квадратів у числовому полі. Це надало альтернативне розв'язання проблеми, піднятою Бухлером і Померансом, і покращило очікуваний час роботи методу решета числового поля для чисел, які не мають спеціального виду.
Того ж року А. Ленстра, Х. Ленстра, Манассе і Поллард розклали методом решета числового поля дев'яте число Ферма й опублікували працю з багатьма подробицями цього розкладу.
Нарешті, у праці «Факторизація цілих чисел за допомогою решета числового поля» Бухлер, Х. Ленстра і Померанс описали застосування методу решета числового поля до чисел, які не мають спеціального виду. Їх алгоритм містив крок, що потребував обчислень із дуже великими числами. Джин-Марк Кувейгнес у своїй праці описав спосіб обійти цю потребу.
Усі крапки над «і» було поставлено в збірці статей під редакцією А. Ленстри та Х. Ленстри. Зокрема, збірка містила статтю Берштейна і А. Ленстри, яка описувала реалізацію загального решета числового поля.

## Числове поле
Нехай {\displaystyle f} — це многочлен {\displaystyle k}-го порядку на множині раціональних чисел та {\displaystyle r} — це комплексний корінь {\displaystyle f}. Тоді {\displaystyle f(r)=0}, що може бути перебудовано для того, щоб виразити {\displaystyle r^{k}}, як лінійну комбінацію степенів {\displaystyle r}, що менші ніж {\displaystyle k}. Цю рівність можна використати, щоб відкинути всі степені  {\displaystyle r}, що більші або рівні {\displaystyle k}. Для прикладу  {\displaystyle f(x)=x^{2}+1} та  {\displaystyle r} — це уявна частина  {\displaystyle i}, тоді  {\displaystyle i^{2}+1=0} або  {\displaystyle i^{2}=-1}. Це дозволяє визначити добуток комплексних чисел:
{\displaystyle (a+bi)(c+di)=ac+(ad+bc)i+(bd)i^{2}=(ac-bd)+(ad+bc)i}.
У цілому, це прямо стосується алгебраїчного числового поля {\displaystyle \mathbb {Q} [r]}, що може бути визначено як множина дійсних чисел типу:
{\displaystyle a_{k-1}r^{k-1}+...+a_{1}r^{1}+a_{0}r^{0},} де {\displaystyle a_{0},...,a_{k-1}\in \mathbb {Q} }.
Добуток двох довільних значень може бути обчислений за допомогою обрахування добутку поліномів. Тому вищеописане відкидання всіх степенів {\displaystyle r}, більших або рівних {\displaystyle k}, видає результат у тій самій формі. Щоб впевнитися, що поле є справді {\displaystyle k}-го порядку й не руйнується в меншому полі, достатньо показати, що {\displaystyle f} — незвідний многочлен на дійсних числах. Простіше кажучи, воно має утворювати кільце цілих чисел {\displaystyle \mathbb {O} _{\mathbb {Q} [r]}} як підмножину {\displaystyle \mathbb {Q} [r]}, де {\displaystyle a_{0},...,a_{k-1}} — також цілі числа. У деяких випадках це кільце ізоморфне кільцю {\displaystyle \mathbb {Z} [r]}.

## Суть методу
Метод решета числового поля (як спеціального, так і загального) можна подати у вигляді вдосконаленого простішого методу раціонального решета, або ж методу квадратичного решета. Подібні до них алгоритми потребують знаходження гладких чисел порядку {\displaystyle {\sqrt {n}}}. Розмір цих чисел експоненційно зростає зі зростанням {\displaystyle n}. Метод решета числового поля, в свою чергу потребує знаходження гладких чисел субекспоненційно відносно розміру {\displaystyle n}. Завдяки тому, що ці числа менші, імовірність того, що число такого розміру виявиться гладким, вища, що і є причиною ефективності методу решета числового поля. Для прискорення обчислення в тілі методу виконуються в числових полях, що ускладнює алгоритм, у порівнянні з простішим методом раціонального решета.

### Загальні принципи
- Метод факторизації Ферма для факторизації натуральних непарних чисел {\displaystyle n}, що полягає в пошуку таких цілих чисел {\displaystyle x} та {\displaystyle y}, що {\displaystyle x^{2}-y^{2}=n}, що веде до розкладу {\displaystyle n=(x-y)(x+y)}.
- Знаходження підмножини множини цілих чисел, добуток яких — квадрат.[9]
- Визначення факторної бази: набору {\displaystyle \{-1,p_{1},p_{2},...,p_{n}\}}, де {\displaystyle p_{i}} — це прості числа, причому такі, що {\displaystyle p_{i}\leq B}, для деякого {\displaystyle B}.
- Просіювання виконується подібно до решета Ератосфена. Решетом слугують прості числа факторної бази та їхні степені. Під час просіювання число не «викреслюється», а ділиться на число з решета. Якщо в результаті число перетворилось на 1, то воно {\displaystyle B}-гладке.
- Загальна ідея полягає в тому, що замість перебору чисел та перевірки, чи діляться їхні квадрати по модулю {\displaystyle n} на прості числа з факторної бази, перебираються прості числа із бази і одразу для всіх чисел типу {\displaystyle x^{2}-n} перевіряється, чи воно ділиться на дане просте число або його степінь.

## Алгоритм
Нехай {\displaystyle n} — непарне складене число, яке потрібно факторизувати.
1. Виберемо степінь незвідного многочлена {\displaystyle d\geq 3} (при {\displaystyle d=2} цей метод не буде швидшим у порівнянні з методом квадратичного решета).
2. Оберемо таке ціле {\displaystyle m}, що {\displaystyle \lfloor n^{1/(d+1)}\rfloor <m<\lfloor n^{1/d}\rfloor }, і розкладемо {\displaystyle n} за основою {\displaystyle m}: {\displaystyle n=m^{d}+a_{d-1}x^{d-1}+...+a_{0}} (1)
3. Пов'яжемо з розкладом (1) незвідний в кільці {\displaystyle \mathbb {Z} [x]} поліномів з цілими коефіцієнтами многочлен {\displaystyle f_{1}(x)=x^{d}+a_{d-1}x^{d-1}+...+a_{0}}
4. Визначимо поліном просіювання {\displaystyle F_{1}(a,b)} як однорідний многочлен від двох змінних a та b:{\displaystyle F_{1}(a,b)=b^{d}f_{1}(a/b)=a^{d}+a_{d-1}a^{d-1}b+a_{d-2}a^{d-2}b^{2}+...+a_{0}b^{d}}(2).
5. Визначимо другий поліном {\displaystyle f_{2}(x)=x-m} і відповідний однорідний многочлен {\displaystyle F_{2}(a,b)=a-bm.}
6. Оберемо два додатні числа {\displaystyle L_{1}} та {\displaystyle L_{2}}, що визначають область просіювання: {\displaystyle SR=\{1<b<L_{1}-L_{2}\leq a\leq L_{2}\}}
7. Нехай θ — корінь {\displaystyle f_{1}(x).} Розглянемо кільце поліномів {\displaystyle \mathbb {Z} [\theta ]}. Визначимо множину, що називається алгебраїчною факторною базою {\displaystyle FB_{1}}, що складається з многочленів першого порядку типу {\displaystyle a-b\theta } з нормою (2), що є простим числом. Ці многочлени — прості нерозкладні в кільці алгебраїчних цілих поля {\displaystyle K=\mathbb {Q} [\theta ]}. Обмежимо абсолютні значення поліномів із {\displaystyle FB_{1}}константою {\displaystyle B_{1}}.
8. Визначимо раціональну факторну базу {\displaystyle FB_{2}}, що складається з усіх простих чисел, що обмежені зверху константою {\displaystyle B_{2}}.
9. Визначимо множину {\displaystyle FB_{3}}, що називається факторною базою квадратичних характерів. Ця множина поліномів першого порядку {\displaystyle c-b\theta }, норма яких — просте число. Має виконуватися умова {\displaystyle FB_{1}\cap FB_{3}=\emptyset .}
10. Виконаємо просіювання многочленів {\displaystyle \{a-b\theta |(a,b)\in SR\}} з факторною базою {\displaystyle FB_{1}} і цілих чисел {\displaystyle \{a-bm|(a,b)\in SR\}} по факторній базі {\displaystyle FB_{2}}. У результаті отримаємо множину {\displaystyle M}, що складається з гладких пар {\displaystyle (a,b)}, тобто таких пар {\displaystyle (a,b)}, що НСД{\displaystyle (a,b)=1}, поліном та число {\displaystyle a-b\theta } і {\displaystyle a-bm} розкладаються повністю по {\displaystyle FB_{1}} та {\displaystyle FB_{2}} відповідно.
11. Знайдемо таку підмножину {\displaystyle S\subseteq M}, що {\displaystyle \prod _{(a,b)\in S}Nr(a-b\theta )=H^{2},H\in \mathbb {Z} ;} {\displaystyle \prod _{(a,b)\in S}(a-bm)=B^{2},B\in \mathbb {Z} }
12. Визначимо многочлен {\displaystyle g(\theta )={f'_{1}}^{2}(\theta )\cdot \prod _{(a,b)\in S}(a-b\theta )}, де {\displaystyle {f'_{1}}(x)} — похідна {\displaystyle {f_{1}}(x)}.
13. Многочлен {\displaystyle g(\theta )} є повним квадратом у кільці поліномів {\displaystyle \mathbb {Z} [\theta ]}. Нехай тоді {\displaystyle a(\theta )} є коренем із {\displaystyle g(\theta )} та {\displaystyle B} — корінь із {\displaystyle B^{2}}.
14. Будуємо відображення {\displaystyle \phi :0\to m}, замінюючи поліном {\displaystyle \alpha (\theta )} числом {\displaystyle \alpha (m)}. Це відображення є кільцевим гомоморфізмом кільця алгебраїчних цілих чисел {\displaystyle \mathbb {Z} _{K}} в кільце {\displaystyle \mathbb {Z} }, звідки отримуємо співвідношення: {\displaystyle A^{2}=g(m)^{2}\equiv \phi (g(\alpha ))^{2}\equiv \phi ({f'_{1}}^{2}(\theta ))\cdot \prod _{(a,b)\in S}(a-b\theta )\equiv {f'_{1}}^{2}(m)\cdot \prod (a-bm)\equiv {f'_{1}}^{2}(m)\cdot C^{2}{\pmod {n}}}
15. Нехай {\displaystyle B=f'(m)\cdot C}. Знайдемо пару таких чисел {\displaystyle (A,B)}, що {\displaystyle A\equiv B{\pmod {n}}}. Тоді знайдемо дільник числа {\displaystyle n}, обчислюючи НСД{\displaystyle (n,A\pm B)}, як це робиться в методі квадратичного решета.

Більш детальний опис алгоритму можна знайти тут та тут

## Реалізації
До 2007 року найбільш успішною реалізацією вважалось програмне забезпечення розроблене і розповсюджене Центром математики та інформатики (CWI) у Нідерландах, що розповсюджувалося під закритою ліцензією.
У 2007 році Джейсон Пападопулос реалізував частину алгоритму, що займається кінцевою обробкою даних, так, щоб вона працювала швидше версії CWI. Цей код увійшов у бібліотеку msieve. Msieve написали Пападопулос та інші учасники проекту на С. Вона містить реалізації метода решета числового поля й квадратичного решета.
Деякі інші реалізації метода загального решета числового поля:
- NFS@Home — дослідницький проект, який вивчає факторизацію великих чисел методом загального решета числового поля, що використовує мережу під'єднаних до проекту комп'ютерів для просіювання.
- GGNFS@ розповсюджується під GPL.
- pGNFS
- factor by gnfs
- CADO-NFS
- kmGNFS

## Досягнення
У 1996 році цим методом було розкладено число RSA-130. Згодом цим же ж методом факторизували числа RSA-140 та RSA-155. На розклад останнього було витрачено 8000 MIPS-років машинного часу. 9 травня 2005 року Ф. Бар, М. Бом, Є. Франке та Т. Клейнжунг заявили, що за допомогою метода загального решета числового поля вони розклали RSA-200.
У 2009 році групі науковців зі Швейцарії, Японії, Франції, Нідерландів, Німеччини та США вдалося розкласти ключ стандарту RSA довжиною 768 бітів (тобто, близько 220 десяткових знаків). Згідно з описом роботи[джерело?], обчислення здійснювалось методом решета загального числового поля. Після публікації їх праці як надійну систему шифрування можна розглядати тільки RSA-ключі довжиною не менше 1024 біти.